# Dichromia xanthaspisalis
Dichromia xanthaspisalis är en fjärilsart som beskrevs av Pierre E.L. Viette 1956. Dichromia xanthaspisalis ingår i släktet Dichromia och familjen nattflyn. Inga underarter finns listade i Catalogue of Life.